# Fernand Cocq
Pour les articles homonymes, voir Cocq.
A.L.J. Fernand Cocq, né à Huy le 5 juillet 1861 et mort à Ixelles le 11 décembre 1940, est un avocat, docteur en droit, personnalité politique belge et militant wallon.

## Biographie
Né à Huy, Fernand Cocq fait ses études secondaires à l’Athénée Royal d’Ixelles où sa famille est venue se fixer. Il y enseigne de 1882 à 1890. Pendant cette période, il entreprend des études de droit à l’Université Libre de Bruxelles. Il devient docteur en droit en 1887. En 1890, il abandonne l’enseignement et s’inscrit au barreau de Bruxelles.  
La même année, il entre au parti libéral et est élu conseiller communal d’Ixelles. En 1900, il devient échevin de l’Instruction publique : il cherche à perfectionner les méthodes d’enseignement, à promouvoir l’enseignement professionnel et à améliorer le statut moral et matériel des enseignants . 
Il est bourgmestre d'Ixelles entre 1918 et 1921, après avoir été longtemps échevin de l'Instruction publique. Il est également député à la Chambre des représentants de 1930 à 1931, ainsi que ministre de la Justice de 1931 à 1932.
Comme militant wallon, Fernand Cocq défend surtout la langue française, son usage à l'Université de Gand, et dans les premiers Congrès wallons plaide aussi en faveur du bilinguisme généralisé.
Ardent défenseur de la libre pensée, il est un franc-maçon actif, vénérable maître de la loge Les Vrais Amis de l'union et du progrès réunis (1897-1900), et par deux fois (1902-1904 et 1911-1913) est élu grand-maître du Grand Orient de Belgique.
Fernand Cocq est le père de la peintre Suzanne Cocq, née à Ixelles le 12 juin 1894 et décédée à Etterbeek le 12 juillet 1979 après une longue et pénible maladie, veuve de Maurice de Brocas de Lanause (1892-1948), peintre et graveur.

## Hommages et distinctions
La place devant la maison communale d'Ixelles a été renommée Place Fernand Cocq.
L’Institut Fernand Cocq est un établissement de promotion sociale de la Commune d’Ixelles, accueillant un millier d’étudiants qui viennent se former en langues, informatique, gestion et secrétariat .
Les distinctions suivantes lui ont été attribuées :
- Grand-croix de l'ordre de la Couronne en 1932 (Belgique).
- Grand officier de l'ordre de Léopold avec liseré d'or (Belgique).
- Grand-croix de l'ordre du Christ du Portugal.
- Commandeur de la Légion d'honneur (France).
- Officier de l'Instruction publique (France).
- Officier de l'ordre du Soleil Levant (Japon).